# Linia kolejowa Łanowce – Tarnopol
Linia kolejowa Łanowce – Tarnopol – linia kolejowa na Ukrainie łącząca stację Łanowce ze stacją Tarnopol. Jest to część linii Szepetówka – Tarnopol zarządzana przez Kolej Lwowską (oddział ukraińskich kolei państwowych).
Znajduje się w obwodzie tarnopolskim.
Linia na całej długości jest jednotorowa i niezelektryfikowana.

## Historia
Linia powstała dwuetapowo. W 1906, pod rządami Austro-Węgier, oddano do użytku ślepą linię Tarnopol – Zbaraż. Jej przedłużenie w stronę rosyjskich Łanowców i dalej do stacji węzłowej Szepetówka nastąpiło podczas I wojny światowej.
Po wojnie odcinek Tarnopol – Łanowce znalazł się w Polsce. Początkowo linia na wschód od Zbaraża była nieprzejezdna. Jej przebiegu nie zaznaczono nawet na mapie Wojskowego Instytutu Geograficznego z 1922 (pojawia się na mapie z 1927). Z kolei ruch na odcinku Tarnopol – Zbaraż, ze względu na trudny teren, przez który poprowadzana była linia, był powolny. W pierwszym dziesięcioleciu II Rzeczypospolitej czas przejazdu 24-kilometrowej trasy pomiędzy obydwoma miastami wynosił ponad godzinę. W latach 20. XX w. przywrócono przejezdność całej linii, co uznano za jeden z sukcesów, którym chwalono się w publikacji wydanej na dziesięciolecie województwa tarnopolskiego. Mimo istnienia fizycznego przedłużenia linii na wschód od Łanowców, linia w okresie międzywojennym faktycznie pozostawała ślepa i nie była wykorzystywana w ruchu transgranicznym z Sowietami.
Po II wojnie światowej linia znalazła się w granicach Związku Radzieckiego. Zyskała wówczas ponownie połączenie z Szepetówką. Od 1991 leży na Ukrainie.